# Petrik Géza
Petrik Géza (Alsószeli, 1845. október 3. – Budapest, 1925. augusztus 26.) magyar bibliográfus. Elsősorban a Szabó Károly Régi magyar könyvtárát folytató több részes Magyar Könyvészet című bibliográfiai alkotásáról ismert, amely a teljesség igényével – de a korabeli lehetőségek miatt természetesen kisebb-nagyobb hiányokkal – az 1712 és 1910 közötti magyar nyelven kiadott műveket gyűjtötte egy egyetemes felsorolásba.

## Életpályája
Gimnáziumi tanulmányait Sopronban végezte. Ugyanott kezdte meg 1861-ben könyvkereskedői pályáját is. 1869-ben átvette az Osterlamm-féle könyvkereskedést. Később antikvárius lett. Könyvkereskedői, ill. antikváriusi pályán működött Sopronban, majd Budapesten 1879-ig. 1879-ben feloszlatta üzletét s attól kezdve 1891-ig majdnem folytonosan könyvészeti kutatásokkal foglalkozott; a vallás- és közoktatásügyi minisztérium támogatásával több könyvészeti munkát adott ki. 1891-ben a Nagy Lexikon megindítása előtt a Pallas irodalmi részvénytársasághoz került mint a kiadóhivatal főnöke. Ott működött 1895 végéig, amikor üzletvezetői minőségben a Könyves Kálmán irodalmi és könyvkereskedési részvénytársasághoz lépett be. Több, a könyvkereskedelemmel foglalkozó cikket írt a Pallas Nagy Lexikonába. 1878-tól szerkesztette a Corvinát, a magyar könyvkereskedők egyletének hivatalos lapját.

## Művei
- Jegyzéke az 1860-1875. években megjelent magyar könyvek- és folyóiratoknak; összeáll. Petrik Géza; Bp., 1885
- Kertbeny Károly–Petrik Géza: Magyarországi német könyvészet 1801-1860. A Magyarországban s hazánkra vonatkozólag külföldön megjelent német nyomtatványok jegyzéke. 1-2. r. / Ungarns deutsche Bibliographie; Egyetemi Nyomda, Bp., 1886 Online
- Magyarország bibliographiája 1712–1860. Könyvészeti kimutatása a Magyarországban s hazánkra vonatkozólag külföldön megjelent nyomtatványoknak; I – II – III – IV.; Dobrowsky, Bp., 1888-92 (hasonmásban is)
- Repertorium a Századok 1867-1890. folyamaihoz; Dobrowsky, Bp., 1890
- A Néptanítók Lapja 1868-1892. évi folyamainak repertóriuma; összeáll. Petrik Géza; Dobrowsky, Bp., 1893
- Kalauz az újabb magyar irodalomban; Magyar Könyvkereskedők Egylete, Bp., 1894
- Mit tegyünk? Tervezet a magyar könyvkereskedők helyzetének javítására; Pallas Ny., Bp., 1904
- Magyar Könyvészet 1886-1900. I–II. Az 1886-1900. években megjelent magyar könyvek, térképek és atlaszok összeállítása tudományos szak- és tárgymutatóval. 1. köt. A könyvek betűsoros jegyzéke, térképek és atlaszok, a szerzők névmutatója; szerk. Petrik Géza; Bp., 1913
- Magyar Könyvészet 1886-1900. I–II. Az 1886-1900. években megjelent magyar könyvek, atlaszok és térképek összeállítása. 2. köt. Tárgymutató: Aba Sámuel–Zwingli. Pótlások; szerk. Petrik Géza; Bp., 1913
- Az 1901-1910. években megjelent magyar könyvek, folyóiratok, atlaszok és térképek összeállítása a tudományos folyóiratok repertóriumával. 1. köt. A - K; Budapest, 1917, Petrik Géza
- Az 1901-1910. években megjelent magyar könyvek, folyóiratok, atlaszok és térképek összeállítása tudományos folyóiratok repertóriumával. 2. köt. Lakatos - Zugliget / Bibliographia Hungarica 1901-1910; szerk. Petrik Géza és Barcza Imre; Bp., 1928

## Külső hivatkozások
- Magyarország bibliographiája 1712 – 1860
  - Ötödik kötet, szerk. Komjáthy Miklósné
  - Hatodik kötet, szerk. Markos Béla
  - Hetedik kötet, szerk. Pavercsik Ilona
  - Nyolcadik kötet, szerk. V. Ecsedy Judit
- https://sites.google.com/site/3keglisegek/home/petrik-geza-eletenek-es-munkassaganak-kronologiaja